# إقبال أحمد خان
إقبال أحمد خان (بالإنجليزية: Iqbal Ahmad Khan)‏ هو مغني هندي، ولد في 25 نوفمبر 1954.